# 1934 في أستراليا
فيما يلي قوائم الأحداث التي وقعت خلال عام 1934 في أستراليا.

## سياسة

### تعيين في المنصب
- 15 سبتمبر – جون كيرتن عضو مجلس النواب الأسترالي.
- 15 سبتمبر – روبرت منزيس عضو مجلس النواب الأسترالي،المدعي العالم لأستراليا [الإنجليزية]‏.

### انتهاء فترة المنصب
- 1 يوليو – روبرت منزيس Deputy Premier of Victoria [الإنجليزية]‏،عضو الجمعية التشريعية فيكتوريا.

## رياضة
- 1 يناير – البطولات الأسترالية 1934

## مواليد

### فبراير
- 10 فبراير – كيفن جون جوغارث ملاكم أسترالي.
- 15 فبراير – غراهام كينيدي
- 17 فبراير – باري همفريز

### مارس
- 22 مارس – أورين هاتش غرانت سياسي أمريكي.

### أبريل
- 9 أبريل – توم فيليس متسابق دراجات نارية أسترالي.

### يوليو
- 14 يوليو – مارلين ماثيوز منافِسة أوليمبية أسترالية.

### أغسطس
- 7 أغسطس – كريستين ديفي متزحلقة جبال الألب أسترالية.

### نوفمبر
- 2 نوفمبر – كين روزوول لاعب كرة مضرب أسترالي.
- 23 نوفمبر – ليو هود لاعب كرة مضرب أسترالي.
- 29 نوفمبر – ماري كارتر ريتانو لاعبة كرة مضرب أسترالية.